# Kalama Epstein
Kalama Epstein (* 5. Mai 2000) ist ein amerikanischer Schauspieler.

## Karriere
Kalama Epstein wuchs auf der hawaiianischen Insel Oʻahu auf. Während er schon als Baby einen Auftritt in der Serie Baywatch hatte, kam seine erste Rolle im Jahr 2011 mit einer Episode der Serie Hawaii Five-0. Nebst weiteren Fernsehauftritten hatte er 2015 in der Serie Bella and the Bulldogs und 2018 in der Serie Liberty Crossing wiederkehrende Rollen inne. Von 2016 bis 2018 war er in der Fernsehserie The Fosters als Noah zu sehen. 2019 spielte Kalama Epstein in der Netflix-Serie Nick für ungut die Rolle des Jeremy.

## Filmografie (Auswahl)
- 2011: Hawaii Five-0 (Fernsehserie, 1 Episode)
- 2015: Bella and the Bulldogs (Fernsehserie, 3 Episoden)
- 2018: Liberty Crossing (Fernsehserie, 5 Episoden)
- 2016–2018: The Fosters (Fernsehserie, 18 Episoden)
- 2019: Nick für ungut (No Good Nick, Fernsehserie, 20 Episoden)